# Dorcopsulus macleayi
Dorcopsulus macleayi é uma espécie de marsupial da família Macropodidae. Endêmico de Papua-Nova Guiné.